# Бобслей на зимних Олимпийских играх 1998
Результаты соревнований по бобслею на Зимних Олимпийских играх 1998 года. Состязания проходили на трассе в Нагано.
Было разыграно 2 комплекта наград — на двухместных и четырёхместных бобах среди мужчин.
В соревнованиях двоек итальянский и канадский экипажи показали абсолютно одинаковое время с точностью до сотой доли секунды по сумме 4 заездов, и обеим командам впервые в истории олимпийского бобслея были вручены золотые медали. В соревнованиях четвёрок также поделили бронзу экипажи из Великобритании и Франции. Таким образом на Играх в Нагано в 2 видах программы в бобслее были вручены 3 золотые, 1 серебряная и 3 бронзовые награды.

## Медалисты
| Дисциплина             | Золото                                                                      | Серебро                                                                 | Бронза                                                                   |
| Двойки см. подробнее   | Италия-1 · Гюнтер Хубер · Антонио Тарталья                                  | не присуждалось                                                         | Германия-1 · Кристоф Ланген · Маркус Циммерман                           |
| Двойки см. подробнее   | Канада-1 · Пьер Людерс · Дэвид Макикерн                                     | не присуждалось                                                         | Германия-1 · Кристоф Ланген · Маркус Циммерман                           |
| Четвёрки см. подробнее | Германия-2 · Кристоф Ланген · Маркус Циммерман · Марко Якобс · Олаф Хампель | Швейцария-1 · Марсель Рёнер · Маркус Нюссли · Маркус Вассер · Беат Зайц | Великобритания-1 · Шон Олссон · Дин Уорд · Кортни Рамболт · Пол Эттвуд   |
| Четвёрки см. подробнее | Германия-2 · Кристоф Ланген · Маркус Циммерман · Марко Якобс · Олаф Хампель | Швейцария-1 · Марсель Рёнер · Маркус Нюссли · Маркус Вассер · Беат Зайц | Франция-1 · Брюно Минжон · Эммануэль Осташ · Эрик Ле Шанони · Макс Робер |

Второй спуск первого дня в четвёрках был отменён из-за плохой погоды.
Команды России заняли 16-е и 21-е места на двухместных бобах и 19-е место на 4-местных.

## Общий зачёт
| Место | Страна         | Золото | Серебро | Бронза | Всего |
| ----- | -------------- | ------ | ------- | ------ | ----- |
| 1     | Германия       | 1      | 0       | 1      | 2     |
| 2     | Канада         | 1      | 0       | 0      | 1     |
| 3     | Италия         | 1      | 0       | 0      | 1     |
| 4     | Швейцария      | 0      | 1       | 0      | 1     |
| 5     | Франция        | 0      | 0       | 1      | 1     |
| 6     | Великобритания | 0      | 0       | 1      | 1     |